# Bordea cavicola
Espèce
Synonymes
- Porrhomma cavicola Simon, 1884
- Lepthyphantes coiffaiti Denis, 1953

Bordea cavicola est une espèce d'araignées aranéomorphes de la famille des Linyphiidae.

## Distribution
Cette espèce se rencontre dans les Pyrénées en France et en Espagne,.

## Publication originale
- Simon, 1884 : Les arachnides de France. Paris, vol. 5, p. 180-885 (texte intégral).